# Lista liniilor Intercity-Express

Traseele și vitezele maxime admise în rețeaua germană ICE (2022)

Această listă a liniilor Intercity-Express cuprinde toate liniile Intercity-Express din Germania, fără să includă ICE Sprinter.

Legendă:
- Rutele ortografiate cu aldine au o frecvență a trenurilor orară.
- Rutele ortografiate cu italice sunt frecventate doar de anumite trenuri sau au o frecvență de maxim un tren la patru ore.
- Rutele ortografiate cu minuscule sunt cele cu destinații din afara Germaniei.
- Toate rutele ortografiate cu caractere normale au o frecvență de un tren la două ore.

## Linii

### 10 – 12
| Linie  | Rută | Rută | Tren  |
| ------ | --- | --- | ----- |
| ICE 10 | Berlin Gesundbrunnen – Berlin Hbf – Berlin-Spandau – (Wolfsburg) – Hannover Hbf – Bielefeld – Hamm | Dortmund Hbf – Bochum Hbf – Essen Hbf – Duisburg Hbf – Düsseldorf Hbf – (Köln Messe/Deutz – Köln/Bonn Flughafen) | ICE 2 |
| ICE 10 | Berlin Gesundbrunnen – Berlin Hbf – Berlin-Spandau – (Wolfsburg) – Hannover Hbf – Bielefeld – Hamm | Hagen Hbf – Wuppertal Hbf – Köln Hbf – Bonn Hbf ( – Koblenz Hbf) | ICE 2 |
| ICE 11 | Berlin Ostbahnhof – Berlin – Berlin-Spandau – Braunschweig – Hildesheim – Kassel-Wilhelmshöhe – Fulda – Hanau Hbf – Frankfurt (Main) – Mannheim Hbf – Stuttgart Hbf – Augsburg – München Hbf                               | Berlin Ostbahnhof – Berlin – Berlin-Spandau – Braunschweig – Hildesheim – Kassel-Wilhelmshöhe – Fulda – Hanau Hbf – Frankfurt (Main) – Mannheim Hbf – Stuttgart Hbf – Augsburg – München Hbf                               | ICE 1 |
| ICE 12 | Berlin Ostbahnhof – Berlin – Berlin-Spandau – Wolfsburg – Braunschweig – Hildesheim – Kassel-Wilhelmshöhe – Fulda – Hanau – Frankfurt (Main) – Mannheim – Karlsruhe – Freiburg – Basel Bad Bf – Basel SBB – Interlaken Ost | Berlin Ostbahnhof – Berlin – Berlin-Spandau – Wolfsburg – Braunschweig – Hildesheim – Kassel-Wilhelmshöhe – Fulda – Hanau – Frankfurt (Main) – Mannheim – Karlsruhe – Freiburg – Basel Bad Bf – Basel SBB – Interlaken Ost | ICE 1 |

### 15
| Linie  | Rută | Rută | Rută | Tren  |
| ------ | --- | --- | --- | ----- |
| ICE 15 | Binz – Bergen – Stralsund – Greifswald – Züssow – Anklam – Pasewalk – Prenzlau – Angermünde – Eberswalde – Bernau (b Berlin) – Berlin Gesundbrunnen – Berlin – Berlin Südkreuz – Halle – Erfurt – Frankfurt | Binz – Bergen – Stralsund – Greifswald – Züssow – Anklam – Pasewalk – Prenzlau – Angermünde – Eberswalde – Bernau (b Berlin) – Berlin Gesundbrunnen – Berlin – Berlin Südkreuz – Halle – Erfurt – Frankfurt | Binz – Bergen – Stralsund – Greifswald – Züssow – Anklam – Pasewalk – Prenzlau – Angermünde – Eberswalde – Bernau (b Berlin) – Berlin Gesundbrunnen – Berlin – Berlin Südkreuz – Halle – Erfurt – Frankfurt | ICE T |

### 20 – 28
Secțiunile principale ale liniilor 20, 22, 25 și 28 încep în Gara Hamburg-Altona. Trenurile continuă apoi spre Kiel sau Lübeck:
| Linie  | Rută                                                                   | Rută | Rută | Rută | Rută | Rută | Tren              |
| ------ | ---------------------------------------------------------------------- | --- | --- | --- | --- | --- | ----------------- |
| ICE 20 | (Kiel) – Hamburg – Hannover – Kassel-Wilhelmshöhe – Frankfurt (Main) – | (Kiel) – Hamburg – Hannover – Kassel-Wilhelmshöhe – Frankfurt (Main) –                                            | (Kiel) – Hamburg – Hannover – Kassel-Wilhelmshöhe – Frankfurt (Main) –                                            | Frankfurt (Main) Flughafen Fernbf – Mainz – Wiesbaden                                                                                 | Frankfurt (Main) Flughafen Fernbf – Mainz – Wiesbaden                                                             | Frankfurt (Main) Flughafen Fernbf – Mainz – Wiesbaden                                                             | ICE 1             |
| ICE 20 | (Kiel) – Hamburg – Hannover – Kassel-Wilhelmshöhe – Frankfurt (Main) – | (Kiel) – Hamburg – Hannover – Kassel-Wilhelmshöhe – Frankfurt (Main) –                                            | (Kiel) – Hamburg – Hannover – Kassel-Wilhelmshöhe – Frankfurt (Main) –                                            | (Frankfurt (Main) Flughafen Fernbf – Mainz) – Mannheim – Karlsruhe – Freiburg Bf – Basel Bad Bf – Basel SBB – (Zürich Interlaken Est) | | | ICE 1             |
| ICE 22 | (Kiel) – Hamburg –                                                     | Hannover – Kassel-Wilhelmshöhe – Frankfurt (Main) – Frankfurt (Main) Flughafen Fernbf – (Heidelberg – ) Stuttgart | Hannover – Kassel-Wilhelmshöhe – Frankfurt (Main) – Frankfurt (Main) Flughafen Fernbf – (Heidelberg – ) Stuttgart | Hannover – Kassel-Wilhelmshöhe – Frankfurt (Main) – Frankfurt (Main) Flughafen Fernbf – (Heidelberg – ) Stuttgart                     | Hannover – Kassel-Wilhelmshöhe – Frankfurt (Main) – Frankfurt (Main) Flughafen Fernbf – (Heidelberg – ) Stuttgart | Hannover – Kassel-Wilhelmshöhe – Frankfurt (Main) – Frankfurt (Main) Flughafen Fernbf – (Heidelberg – ) Stuttgart | ICE 1 ICE 4       |
| ICE 22 | (Oldenburg (Oldb) ) – Bremen –                                         | Hannover – Kassel-Wilhelmshöhe – Frankfurt (Main) – Frankfurt (Main) Flughafen Fernbf – (Heidelberg – ) Stuttgart | Hannover – Kassel-Wilhelmshöhe – Frankfurt (Main) – Frankfurt (Main) Flughafen Fernbf – (Heidelberg – ) Stuttgart | Hannover – Kassel-Wilhelmshöhe – Frankfurt (Main) – Frankfurt (Main) Flughafen Fernbf – (Heidelberg – ) Stuttgart                     | Hannover – Kassel-Wilhelmshöhe – Frankfurt (Main) – Frankfurt (Main) Flughafen Fernbf – (Heidelberg – ) Stuttgart | Hannover – Kassel-Wilhelmshöhe – Frankfurt (Main) – Frankfurt (Main) Flughafen Fernbf – (Heidelberg – ) Stuttgart | ICE 1 ICE 4       |
| ICE 25 | (Lübeck) – Hamburg –                                                   | Hannover – Kassel-Wilhelmshöhe – Fulda – Würzburg –                                                               | Nürnberg – Ingolstadt –                                                                                           | München – (Garmisch-Partenkirchen) | München – (Garmisch-Partenkirchen)                                                                                | München – (Garmisch-Partenkirchen)                                                                                | ICE 1 ICE 2 ICE 4 |
| ICE 25 | (Oldenburg (Oldb) ) – Bremen –                                         | Hannover – Kassel-Wilhelmshöhe – Fulda – Würzburg –                                                               | Augsburg – | München – (Garmisch-Partenkirchen) | München – (Garmisch-Partenkirchen)                                                                                | München – (Garmisch-Partenkirchen)                                                                                | ICE 1 ICE 2 ICE 4 |
| ICE 28 | (Kiel) – Hamburg –                                                     | Berlin – Leipzig – Nürnberg –                                                                                     | Berlin – Leipzig – Nürnberg –                                                                                     | Ingolstadt – | München – | (Innsbruck) | ICE T             |
| ICE 28 | (Warnemünde – Rostock) – Berlin-Gesundbrunnen –                        | Berlin – Leipzig – Nürnberg –                                                                                     | Berlin – Leipzig – Nürnberg –                                                                                     | Augsburg – München-Pasing – | München – | (Garmisch-Partenkirchen)                                                                                          | ICE T             |

### 31
| Linie  | Rută                                           | Rută                                    | Rută                                                                                   | Rută                                                       | Tren  |
| ------ | ---------------------------------------------- | --------------------------------------- | -------------------------------------------------------------------------------------- | ---------------------------------------------------------- | ----- |
| ICE 31 | Kiel – Hamburg – Bremen – Münster – Dortmund – | Bochum – Essen– Duisburg – Düsseldorf – | Köln – Bonn – Koblenz – Mainz – Frankfurt (Main) Flughafen Fernbf – Frankfurt (Main) – | Würzburg – Nürnberg – Regensburg                           | ICE 1 |
| ICE 31 | Kiel – Hamburg – Bremen – Münster – Dortmund – | Hagen – Wuppertal –                     | Köln – Bonn – Koblenz – Mainz – Frankfurt (Main) Flughafen Fernbf – Frankfurt (Main) – | Mannheim – Karlsruhe – Freiburg – Basel Bad Bf – Basel SBB | ICE 1 |

### 41 – 49
Segmentul principal al acestor linii (cu excepția ICE 47) începe la Köln Hauptbahnhof sau Dortmund Hauptbahnhof:
| Linie  | Rută | Rută | Tren  |
| ------ | --- | --- | ----- |
| ICE 41 | (Dortmund – Bochum) – Essen – Duisburg – Düsseldorf – Köln Messe/Deutz – Frankfurt (Main) Flughafen Fernbf – Frankfurt (Main) – Aschaffenburg – Würzburg – Nürnberg – (Ingolstadt) – München – (Garmisch-Partenkirchen) | (Dortmund – Bochum) – Essen – Duisburg – Düsseldorf – Köln Messe/Deutz – Frankfurt (Main) Flughafen Fernbf – Frankfurt (Main) – Aschaffenburg – Würzburg – Nürnberg – (Ingolstadt) – München – (Garmisch-Partenkirchen) | ICE 3 |
| ICE 42 | Münster – (Recklinghausen –) Dortmund – Bochum – Essen – Duisburg – Düsseldorf – | Köln – Siegburg/Bonn – Frankfurt (Main) Flughafen Fernbf – Mannheim – Stuttgart – Augsburg – München | ICE 3 |
| ICE 42 | Dortmund - Hagen - Wuppertal - Solingen - | Köln – Siegburg/Bonn – Frankfurt (Main) Flughafen Fernbf – Mannheim – Stuttgart – Augsburg – München | ICE 3 |
| ICE 43 | (Hannover – Bielefeld – Hamm (Westf) – Dortmund – Hagen – Wuppertal – Solingen) – | Köln – Siegburg/Bonn – Frankfurt (Main) Flughafen Fernbf – Mannheim – Karlsruhe – Freiburg – Basel Bad Bf – Basel SBB                                                                                                   | ICE 3 |
| ICE 43 | (Amsterdam – Oberhausen – Duisburg – Düsseldorf) – | Köln – Siegburg/Bonn – Frankfurt (Main) Flughafen Fernbf – Mannheim – Karlsruhe – Freiburg – Basel Bad Bf – Basel SBB                                                                                                   | ICE 3 |
| ICE 45 | Köln – Flughafen Köln/Bonn – Montabaur – Wiesbaden – Mainz – Mannheim – Heidelberg – Stuttgart | Köln – Flughafen Köln/Bonn – Montabaur – Wiesbaden – Mainz – Mannheim – Heidelberg – Stuttgart | ICE 3 |
| ICE 47 | Dortmund – Bochum – Essen – Duisburg – Düsseldorf – Köln Messe/Deutz – Köln/Bonn Flughafen – Frankfurt (Main) Flughafen – Mannheim – Stuttgart                                                                          | Dortmund – Bochum – Essen – Duisburg – Düsseldorf – Köln Messe/Deutz – Köln/Bonn Flughafen – Frankfurt (Main) Flughafen – Mannheim – Stuttgart                                                                          |       |
| ICE 49 | Köln – Siegburg/Bonn – Montabaur – Frankfurt (Main) Flughafen Fernbf – Frankfurt (Main) | Köln – Siegburg/Bonn – Montabaur – Frankfurt (Main) Flughafen Fernbf – Frankfurt (Main) | ICE 3 |

### 50
| Linie  | Rută                                         | Rută                                                                                                   | Rută                                                                       | Tren  |
| ------ | -------------------------------------------- | --- | -------------------------------------------------------------------------- | ----- |
| ICE 50 | Dresda – Dresda-Neustadt – Riesa – Leipzig – | (Naumburg – Weimar) – Erfurt – (Gotha) – Eisenach – Fulda – Frankfurt Hbf –                            | Frankfurt Flughafen Fernbf – Mainz – Wiesbaden                             | ICE T |
| ICE 50 | Dresda – Dresda-Neustadt – Riesa – Leipzig – | (Naumburg – Weimar) – Erfurt – (Gotha) – Eisenach – Fulda – Frankfurt Hbf –                            | (Darmstadt – Mannheim – Neustadt – Kaiserslautern – Homburg – Saarbrücken) | ICE T |
| ICE 50 | Dresda – Dresda-Neustadt – Riesa – Leipzig – | (Leipzig/Halle Airport – Halle – Köthen – Magdeburg – Helmstedt – Braunschweig – Hildesheim – Hanovra) |                                                                            | ICE T |

### 75 – 79
Toate aceste linii continuă în afara Germaniei. Liniile 75 și 76 încep de la Gara Centrală din Hamburg și continuă în Danemarca. Liniile 78 și 79 încep de la Frankfurt (Main) și continuă în Belgia sau Olanda: 
| Linie  | Rută | Tren   |
| ------ | --- | ------ |
| ICE 75 | Hamburg – Lübeck – Oldenburg(Holst) – Puttgarden – Rødby – Nykøbing – Vordingborg – Næstved – Høje Taastrup – Copenhaga – Nørreport – Østerport                                                                                       | ICE TD |
| ICE 76 | Hamburg – Neumünster – Rendsburg – Schleswig – Flensburg – Padborg – Kolding – Fredericia – Vejle – Horsens – Skanderborg – Aarhus – Hadsten – Langå – Randers – Hobro – Arden – Skørping – Støvring – Svenstrup – Skalborg – Aalborg |        |
| ICE 78 | Frankfurt (Main) – Gara Frankfurt Aeroport – Köln – Düsseldorf – Duisburg – Oberhausen – Arnhem – Utrecht – Amsterdam | ICE 3M |
| ICE 79 | Frankfurt (Main) – Gara Frankfurt Aeroport – Köln – Aachen – Liège-Guillemins – Bruxelles-Nord – Bruxelles-Sud | ICE 3M |

### 80 – 87
Toate aceste linii continuă în afara Germaniei. Ele conectează München și Frankfurt cu Franța și Frankfurt cu Elveția:
| Linie  | Rută | Rută | Rută | Tren                   |
| ------ | --- | --- | --- | ---------------------- |
| ICE 82 | Frankfurt (Main) – Mannheim – | Kaiserslautern – Saarbrücken – (Forbach – Lorraine TGV) | Paris Est | ICE Velaro D / TGV 2N2 |
| ICE 82 | Frankfurt (Main) – Mannheim – | Karlsruhe – Strasbourg – | Paris Est | ICE Velaro D / TGV 2N2 |
| ICE 83 | (München – Augsburg – Ulm) – Stuttgart – Karlsruhe – Strasbourg – Paris Est | (München – Augsburg – Ulm) – Stuttgart – Karlsruhe – Strasbourg – Paris Est | (München – Augsburg – Ulm) – Stuttgart – Karlsruhe – Strasbourg – Paris Est | ICE Velaro D / TGV 2N2 |
| ICE 84 | Frankfurt (Main) – Mannheim – Karlsruhe – Baden-Baden – Strasbourg – Mulhouse – Belfort-Montbéliard – Besançon Franche-Comté – Chalon-sur-Saône – Lyon-Part-Dieu – Avignon TGV – Aix-en-Provence TGV – Marseille | Frankfurt (Main) – Mannheim – Karlsruhe – Baden-Baden – Strasbourg – Mulhouse – Belfort-Montbéliard – Besançon Franche-Comté – Chalon-sur-Saône – Lyon-Part-Dieu – Avignon TGV – Aix-en-Provence TGV – Marseille | Frankfurt (Main) – Mannheim – Karlsruhe – Baden-Baden – Strasbourg – Mulhouse – Belfort-Montbéliard – Besançon Franche-Comté – Chalon-sur-Saône – Lyon-Part-Dieu – Avignon TGV – Aix-en-Provence TGV – Marseille | TGV 2N2                |

### 90 – 91
Ambele linii încep de la Viena și conectează capitala Austriei cu München sau Nürnberg, Frankfurt și regiunea Rhein-Ruhr:
| Linie  | Rută | Rută | Tren    |
| ------ | --- | --- | ------- |
| ICE 90 | ((Wiesbaden –) Frankfurt (Main) – Mannheim – Stuttgart – Ulm – Augsburg –) München – Salzburg – Wien Meidling – Wien Hauptbahnhof – Budapest Keleti pu     | ((Wiesbaden –) Frankfurt (Main) – Mannheim – Stuttgart – Ulm – Augsburg –) München – Salzburg – Wien Meidling – Wien Hauptbahnhof – Budapest Keleti pu | Railjet |
| ICE 91 | Hamburg-Altona – Hamburg Dammtor – Hamburg – Hamburg-Harburg – Hanovra – Göttingen – Kassel-Wilhelmshöhe – Fulda –                                         | Würzburg – Nürnberg – Regensburg – Plattling – Passau – Wels – Linz – St. Pölten – Viena Meidling – Wien Hauptbahnhof                                  | ICE T   |
| ICE 91 | Dortmund – Bochum – Essen – Duisburg – Düsseldorf – Köln – Bonn – Koblenz – Mainz – Gara Frankfurt Aeroport – Frankfurt (Main) – Hanau – (Aschaffenburg) – | Würzburg – Nürnberg – Regensburg – Plattling – Passau – Wels – Linz – St. Pölten – Viena Meidling – Wien Hauptbahnhof                                  | ICE T   |